# Gravkapellet, Askersund
Gravkapellet i Askersund är en kyrkobyggnad som tillhör Askersund-Hammars församling i Strängnäs stift. 

## Orgel
- Den nuvarande orgeln byggdes 1998 av Ålems orgelverkstad till Skogskapellet i Nybro, Småland.  2021 flyttades den till gravkapellet i Askersund.

| Manual I     | Manual II  | Pedal      |
| Principal 8’ | Gedackt 8' | Subbas 16' |
| Fugara 8'    | Flöjt 4'   |            |
| Oktava 4'    |            | II/I       |
| Kortflöjt 2' |            | II/P       |
| Oboe 8'      |            | I/P        |

### Webbkällor
- Askersunds församling